# Fabrizio Quattrocchi
Pour les articles homonymes, voir Quattrocchi.
Fabrizio Quattrocchi, né 9 mai 1968 à Catane (mais grandi à Gênes) et mort assassiné le 4 avril 2004, était un garde italien pris en otage par des militants islamistes en Irak. Il est célèbre pour avoir défié ses bourreaux avant d'être assassiné.
Il avait été pris en otage avec Umberto Cupertino, Maurizio Agliana et Salvatore Stefio. Ils travaillaient en Irak pour une société militaire privée.
Les ravisseurs de Quattrocchi l'avaient forcé à creuser sa propre tombe et à s'agenouiller à côté, portant une kefiah (une capuche). Ils se préparaient à filmer sa mort lorsque l'Italien les provoqua, essayant d'enlever la capuche et criant "Posso levare? Vi faccio vedere come muore un italiano !" ce qui signifie "Je peux l'enlever? Je vais vous montrer comment meurt un Italien !". Il fut alors tué d'une balle dans le cou.
La chaîne de télévision Al Jazeera a refusé de montrer la vidéo de sa mort, la décrivant "trop horrible". De nombreux commentateurs ont fait les louanges du courage de Quattrocchi et pensent qu'il a détruit la valeur-propagande de la vidéo en refusant de se soumettre à ses bourreaux. Certains disent même que c'est la raison pour laquelle Al Jazeera a refusé de montrer la vidéo.
Cupertino, Agliana et Stefio furent plus tard libérés par un raid militaire américain que l'ancien premier ministre Silvio Berlusconi avait approuvé, juste avant que son parti ne perde une élection importante en Italie.
Le 20 mars 2006, le Président italien Carlo Azeglio Ciampi honora Quattrocchi avec la Medaglia d'oro al valor civile.
Cette décision fut controversée, plusieurs autres Italiens ayant trouvé la mort en Irak n'ayant pas reçu cet honneur, et Quattrocchi étant considéré comme un mercenaire.